# Hasdrubal (Hannos son)
Hasdrubal, Hannos son, var en kartagisk fältherre i första puniska kriget.
Hasdrubal skickades 255 f.Kr. med en stor här till Sicilien för att försvara ön mot romarna, men blev i grund slagen av konsuln Lucius Cæcilius Metellus vid Panormus 251–250 f.Kr.